# Mountain City (Geòrgia)
Mountain City és una població dels Estats Units a l'estat de Geòrgia. Segons el cens del 2000 tenia 829 habitants.

## Demografia
Segons el cens del 2000, Mountain City tenia 829 habitants, 363 habitatges, i 238 famílies. La densitat de població era de 178,8 habitants/km².
Dels 363 habitatges en un 27,5% hi vivien nens de menys de 18 anys, en un 48,2% hi vivien parelles casades, en un 13,2% dones solteres, i en un 34,4% no eren unitats familiars. En el 29,5% dels habitatges hi vivien persones soles l'11,6% de les quals corresponia a persones de 65 anys o més que vivien soles. El nombre mitjà de persones vivint en cada habitatge era de 2,28 i el nombre mitjà de persones que vivien en cada família era de 2,81.
Per edats la població es repartia de la següent manera: un 24,5% tenia menys de 18 anys, un 6,2% entre 18 i 24, un 26,2% entre 25 i 44, un 25,8% de 45 a 60 i un 17,4% 65 anys o més.
L'edat mediana era de 40 anys. Per cada 100 dones de 18 o més anys hi havia 85,8 homes.
La renda mediana per habitatge era de 24.531 $ i la renda mediana per família de 35.060 $. Els homes tenien una renda mediana de 23.571 $ mentre que les dones 23.182 $. La renda per capita de la població era de 15.235 $. Entorn del 16,1% de les famílies i el 18,1% de la població estaven per davall del llindar de pobresa.

## Poblacions més properes
El següent diagrama mostra les poblacions més properes.